# 大河乡 (毕节市)
大河乡，是中华人民共和国贵州省毕节市七星关区下辖的一个乡镇级行政单位。

## 行政区划
大河乡下辖以下地区：
双桥村、官房村、官代河村、拉乐村、青杠村、下沟村、鸡姑村和柯乐村。